# Bubba Watson
Gerry Lester "Bubba" Watson Jr. (Bagdad, Florida, 5 november 1978) is een professioneel golfer uit de Verenigde Staten.

## Amateur
Watson studeerde op het Faulkner State Community College in Alabama, en in 2000 en 2001 speelde hij voor de Universiteit van Georgia.

## Professional
Watson werd in 2003 professional en speelde tot eind 2005 op de Nationwide Tour. Hij eindigde dat jaar op de 21ste plaats van de rangorde en promoveerde naar de PGA Tour. Hij is een van de weinige linkshandige golfers op de Tour en staat bekend om zijn verre afslagen. Zijn gemiddelde is ruim 292 meter, zijn verste afslag was 380 meter tijdens het Sony Open in Hawaii.
Op 27 juni 2010 behaalde hij zijn eerste overwinning op de Amerikaanse PGA Tour. Hij droeg zijn overwinning op aan zijn ouders, vooral aan zijn vader die vocht tegen kanker (hij overleed in oktober 2010). Watson maakte deel uit van het Amerikaanse team in de Ryder Cup 2010.
Op 8 april 2012 won Watson de  Masters. Met nog twee holes te gaan kwam hij gelijk te staan met de leider, Louis Oosthuizen. Ze eindigden beiden op -10. De eerste hole van de play-off maakten beiden een par, op de volgende hole verloor Oosthuizen de Masters door een bogey te maken.

### Overwinningen
PGA Tour
| Nr. | Datum            | Toernooi                      | Score           | Score | Info                                              |
| --- | ---------------- | ----------------------------- | --------------- | ----- | ------------------------------------------------- |
| 1   | 27 juni 2010     | Travelers Championship        | 65-68-67-66=266 | –14   | Won de play-off van Corey Pavin en Scott Verplank |
| 2   | 30 januari 2011  | Farmers Insurance Open        | 71-65-69-67=272 | –16   |                                                   |
| 3   | 1 mei 2011       | Zurich Classic of New Orleans | 66-68-70-69=273 | –15   | Won de play-off van Webb Simpson                  |
| 4   | 8 april 2012     | Masters Tournament            | 69-71-70-68=278 | –10   | Won de play-off van Louis Oosthuizen              |
| 5   | 16 februari 2014 | Northern Trust Open           | 70-71-64-64=269 | –15   |                                                   |
| 6   | 13 april 2014    | Masters Tournament            | 69-68-74-69=280 | –8    |                                                   |
| 7   | 9 november 2014  | WGC - HSBC Champions          | 71-6769-70=277  | –11   | Won de play-off van Tim Clark                     |

Elders
- 2008: CVS Caremark Charity Classic (met Camilo Villegas)
- 2010: Wendy's 3-Tour Challenge (met Dustin Johnson en Boo Weekley)

### Teams
- Ryder Cup: 2010, 2012
- Presidents Cup: 2011 (winnaar)

## Trivia
- In 2014 sloeg Watson tijdens de WGC - Bridgestone Invitational de verste afslag: 388 meter (424 yards).